# Sam Skinner
Pour les articles homonymes, voir Skinner.
Pas d'image ? Cliquez ici

a Compétitions nationales et continentales officielles uniquement.

b Matchs officiels uniquement.
Dernière mise à jour le 11 février 2024.
Sam Skinner, né le 31 janvier 1995 à Exeter (Angleterre), est un joueur international écossais d'origine anglaise de rugby à XV jouant au poste de deuxième ligne ou de troisième ligne aile pour le club d'Édimbourg Rugby évoluant en United Rugby Championship.

## Biographie

### Jeunesse et formation
Skinner a commencé sa carrière avec le Taunton RFC (en) pendant la saison 2013-2014 de la quatrième division anglaise (en),. Pendant son séjour au club, il a notamment joué pour les Scottish Exiles.
Sam Skinner est diplômé de l'université d'Exeter en affaires et économie. Dans cette université, il joue au rugby et en devient même le capitaine.
Son père est originaire d'Ayr, en Écosse, ce qui le rend éligible pour l'équipe d'Écosse.

### Carrière en club
Sam Skinner rejoint le club d'Exeter Chiefs lors de la saison 2014-2015. Le 14 novembre 2014, Skinner fait ses débuts en équipe première dans la Coupe anglo-galloise contre Gloucester Rugby avant de faire ses débuts en Premiership contre les Northampton Saints. En parallèle, il continue d'évoluer avec Taunton RFC en prêt de 2015 à 2016,. En début de saison 2016-2017, il est également prêté au Fylde RFC (en) avec qui il joue deux rencontres.
Il a marqué son premier essai pour les Chiefs lors d'une victoire à domicile, sur le score de 36 à 14 contre les Newcastle Falcons en février 2017, avant d'être titularisé pour la première fois face aux Wasps en septembre 2017 . Ses débuts ont été qualifiés de "performance du week-end" dans le Daily Telegraph.
En mai 2018, Skinner remplace Mitch Lees en deuxième mi-temps alors qu'Exeter est battu par les Saracens lors de la finale de Premiership se déroulant au stade de Twickenham. À la fin de cet exercice, où il a notamment gagné en temps de jeu en jouant vingt-six rencontres dont treize titularisations, il est considéré comme l'une des révélations de la saison.
L'année suivante, il s'incline une nouvelle fois contre les Saracens en finale de Premiership où il est de nouveau remplaçant.
Durant la saison 2019-2020, son club est dans un premier temps finaliste de la Coupe d'Europe contre le Racing 92. Il entre en jeu à la place de son compatriote Jonny Gray dans ce match qui se termine par une victoire anglaise 31 à 27,. En championnat son équipe est également finaliste. Les Chiefs rencontrent les Wasps. Cette fois, Sam Skinner est titularisé et les siens l'emportent 19 à 13 réalisant ainsi le doublé Coupe d'Europe/Championnat,.
Les saisons suivantes, il est un joueur important de l'effectif, étant titularisé régulièrement.
Le club d'Édimbourg Rugby annonce son recrutement pour la saison 2022-2023, il est contraint de quitter Exeter à cause de nouvelles mesures liées au Salary Cap. Lors de sa première saison en Écosse, il s'impose comme l'un des titulaires au poste de deuxième ligne, prenant part à quatorze rencontres dont treize en tant que titulaire et inscrivant trois essais.
En décembre 2023, il signe une prolongation de contrat le liant à son équipe jusqu'en 2026 désormais.

### Carrière internationale

#### Équipe d'Angleterre des moins de 20 ans
En juin 2015, Skinner marque notamment un essai pour l'équipe d'Angleterre des moins de 20 ans contre le Pays de Galles lors de la phase de poules du Championnat du monde junior 2015. Skinner rentre aussi en jeu pendant les 5 dernières minutes de la finale de cette même compétition contre la Nouvelle-Zélande.

#### Équipe d'Écosse
Grâce aux origines écossaises de son père, il est donc sélectionnable par l'équipe d'Écosse.
Il est finalement convoqué en octobre 2018 par cette sélection pour les test-matchs de fin d'année. Le 10 novembre 2018 il fait ses débuts internationaux en tant que deuxième ligne contre les Fidji, au stade de Murrayfield. Skinner est, à cette occasion, nommé homme du match ; réussissant en tout sept plaquages et parcourant 44 mètres dans le match,.
Le sélectionneur écossais, Gregor Townsend, le sélectionne pour le Tournoi des Six Nations 2019, il dispute deux rencontres durant cette compétition. Malheureusement, une blessure à la cuisse, contractée contre la France en match de préparation, l'empêche d'être disponible pour une potentielle sélection pour la Coupe du monde 2019.
Par la suite, il est sélectionné pour les éditions 2020, 2021, 2022 et 2023 du Tournoi des Six Nations,. Après l'édition 2023, en mai suivant, il est retenu dans une pré-sélection pour préparer la Coupe du monde 2023. Trois mois plus tard, il est retenu définitivement pour le Mondial. Pendant la compétition, il prend part à deux rencontres dont une en tant que titulaire lors de la phase de poule, dont son équipe n'arrive pas à se sortir et est éliminée.
Au mois de janvier 2024, il est sélectionné pour le Tournoi des Six Nations.

## Statistiques en équipe nationale
Au 16 mars 2025, Sam Skinner compte 37 capes en équipe d'Écosse, dont 18 en tant que titulaire, depuis le 10 novembre 2018 contre les Fidji à Murrayfield.
Il participe à six éditions du Tournoi des Six Nations en 2019, 2020, 2021, 2022, 2023 et 2024, il prend part à 17 rencontres dont 8 en tant que titulaire.
Il participe également à une édition de la Coupe du monde en 2023, disputant deux rencontres dont une en tant que titulaire.
| Année | Compétition                 | Matchs | Points | Essais |
| ----- | --------------------------- | ------ | ------ | ------ |
| 2018  | Test matchs                 | 3      | -      | -      |
| 2019  | Six Nations                 | 2      | -      | -      |
| 2019  | Test matchs                 | 1      | -      | -      |
| 2020  | Six Nations                 | 1      | -      | -      |
| 2020  | Coupe d'automne des nations | 3      | -      | -      |
| 2021  | Six Nations                 | 2      | -      | -      |
| 2021  | Test matchs                 | 3      | -      | -      |
| 2022  | Six Nations                 | 5      | -      | -      |
| 2022  | Test matchs                 | 3      | -      | -      |
| 2023  | Six Nations                 | 2      | -      | -      |
| 2023  | Test matchs                 | 3      | -      | -      |
| 2023  | Coupe du monde              | 2      | -      | -      |
| 2024  | Six Nations                 | 2      | -      | -      |
| Total | Total                       | 32     | 0      | 0      |

## Palmarès

### En club
- Vainqueur de la Premiership en 2017 et 2020 avec Exeter Chiefs.
  - Finaliste en 2018, 2019 et 2021.
- Vainqueur de la Coupe d'Europe en 2020 avec Exeter Chiefs.
- Vainqueur de la Coupe anglo-galloise en 2018 avec Exeter Chiefs.
  - Finaliste en 2015 et 2017.

### En sélection nationale
- Vainqueur du Tournoi des Six Nations des moins de 20 ans en 2015 avec l'équipe d'Angleterre des moins de 20 ans.
- Finaliste du Championnat du monde junior en 2015 avec l'équipe d'Angleterre des moins de 20 ans.

#### Tournoi des Six Nations
| Édition                      | Rang | Résultats Écosse | Résultats Skinner | Matchs Skinner |
| ---------------------------- | ---- | ---------------- | ----------------- | -------------- |
| Tournoi des Six Nations 2019 | 5e   | 1 v, 1 n, 3 d    | 1 v, 1 n, 0 d     | 2/5            |
| Tournoi des Six Nations 2020 | 4e   | 3 v, 0 n, 2 d    | 1 v, 0 n, 0 d     | 1/5            |
| Tournoi des Six Nations 2021 | 4e   | 3 v, 0 n, 2 d    | 2 v, 0 n, 0 d     | 2/5            |
| Tournoi des Six Nations 2022 | 4e   | 2 v, 0 n, 3 d    | 2 v, 0 n, 3 d     | 5/5            |
| Tournoi des Six Nations 2023 | 3e   | 3 v, 0 n, 2 d    | 1 v, 0 n, 1 d     | 2/5            |

Légende : v = victoire ; n = match nul ; d = défaite ; la ligne est en gras quand il y a Grand Chelem.